# Двадцать пятое правительство Израиля
Двадцать пятое правительство Израиля (ивр. ממשלת ישראל העשרים וחמש‎) было сформировано лидером партии Авода Ицхаком Рабином 13 июля 1992 года, после победы партии на выборах в Кнессет. Правительство было коалиционным, в правящую коалицию, помимо партии Авода, входили новая партия Мерец (Альянс партий Рац, МАПАМ и Шинуй) и ШАС, которые в общей сложности располагали 62 из 120 мест в Кнессете. Правительство также поддерживали партии Хадаш и Арабская демократическая  партия.
Представители ШАС покинули правительство 14 сентября 1993 года, но к коалиции 9 января 1995 года присоединились фракция Йуд (три депутата, вышедшие из фракции Цомет).
После убийства И.Рабина 4 ноября 1995 года, правительством руководил Шимон Перес в качестве временного премьер-министра до формирования двадцать шестого правительства 22 ноября 1995 года.

## Состав правительства
| Должность                                      | Имя, фамилия                                         | Партийная принадлежность   |
| ---------------------------------------------- | ---------------------------------------------------- | -------------------------- |
| Премьер-министр                                | Ицхак Рабин (до 4 ноября 1995)                       | Авода                      |
| Премьер-министр                                | Шимон Перес (с 5 ноября 1995)                        | Авода                      |
| Министр сельского хозяйства                    | Яаков Цур                                            | Не был депутатом Кнессета1 |
| Министр связи                                  | Моше Шахаль (до 7 июня 1993)                         | Авода                      |
| Министр связи                                  | Шуламит Алони                                        | Мерец                      |
| Министр обороны                                | Ицхак Рабин (до 4 ноября 1995)                       | Авода                      |
| Министр обороны                                | Шимон Перес (с 5 ноября 1995)                        | Авода                      |
| Министр экономики и планирования               | Шимон Шитрит (до 18 июля 1995)                       | Авода                      |
| Министр экономики и планирования               | Йоси Бейлин (с 18 июля 1995)                         | Авода                      |
| Министр образования и культуры2                | Шуламит Алони (до 11 мая 1993)                       | Мерец                      |
| Министр образования и культуры2                | Ицхак Рабин (11 мая 1993 — 7 июня 1993)              | Авода                      |
| Министр образования и культуры2                | Амнон Рубинштейн (с 30 мая 1994)                     | Мерец                      |
| Министр энергетики и инфраструктуры            | Амнон Рубинштейн (до 7 июня 1993)                    | Мерец                      |
| Министр энергетики и инфраструктуры            | Моше Шахаль (7 июня 1993 — 9 января 1995)            | Мерец                      |
| Министр энергетики и инфраструктуры            | Гонен Сегев (с 9 января 1995)                        | Йуд                        |
| Министр охраны окружающей среды                | Ора Намир (до 31 декабря 1992)                       | Авода                      |
| Министр охраны окружающей среды                | Йоси Сарид (с 31 декабря 1992)                       | Мерец                      |
| Министр финансов                               | Авраам Шохат                                         | Авода                      |
| Министр иностранных дел                        | Шимон Перес                                          | Авода                      |
| Министр здравоохранения                        | Хаим Рамон (до 8 февраля 1994)                       | Авода                      |
| Министр здравоохранения                        | Ицхак Рабин (8 февраля — 1 июня 1994)                | Авода                      |
| Министр здравоохранения                        | Эфраим Снэ (с 1 июня 1994)                           | Авода                      |
| Министр строительства                          | Биньямин Бен-Элиэзер                                 | Авода                      |
| Министр абсорбции                              | Яир Цабан                                            | Мерец                      |
| Министр торговли и промышленности              | Михаэль Хариш                                        | Авода                      |
| Министр внутренних дел                         | Арье Дери (до 11 мая 1993)                           | ШАС                        |
| Министр внутренних дел                         | Арье Дери (7 июня — 14 сентября 1993)                | ШАС                        |
| Министр внутренних дел                         | Ицхак Рабин (14 сентября 1993 — 27 февраля 1995)     | Авода                      |
| Министр внутренних дел                         | Узи Барам (27 февраля — 7 июня 1995)                 | Авода                      |
| Министр внутренних дел                         | Давид Либаи (19 июня — 18 июля 1995)                 | Авода                      |
| Министр внутренних дел                         | Эхуд Барак (с 19 июля 1995)                          | Не был депутатом Кнессета3 |
| Министр по делам Иерусалима                    | Ицхак Рабин (до 31 декабря 1992)                     | Авода                      |
| Министр юстиции                                | Давид Либаи                                          | Авода                      |
| Министр труда и социального обеспечения        | Ицхак Рабин (до 31 декабря 1992)                     | Авода                      |
| Министр труда и социального обеспечения        | Ора Намир (с 31 декабря 1992)                        | Авода                      |
| Министр внутренней безопасности                | Моше Шахаль                                          | Авода                      |
| Министр по делам религий                       | Ицхак Рабин (до 27 января 1995)                      | Авода                      |
| Министр по делам религий                       | Шимон Шитрит (с 27 января 1995)                      | Авода                      |
| Министр науки и развития                       | Амнон Рубинштейн (до 31 декабря 1992)                | Мерец                      |
| Министр науки и развития                       | Шинон Шитрит (31 декабря 1992 — 7 июня 1993)         | Авода                      |
| Министр науки и развития                       | Шуламит Алони (с 7 июня 1993)                        | Мерец                      |
| Министр туризма                                | Узи Барам                                            | Авода                      |
| Министр транспорта                             | Исраэль Кейсар                                       | Авода                      |
| Министр без портфеля                           | Шуламит Алони (11 мая — 7 июня 1993)                 | Мерец                      |
| Министр без портфеля                           | Арье Дери (11 мая — 7 июня 1993)                     | ШАС                        |
| Заместитель министра кабинета премьер-министра | Эли Бен-Менахем (до 8 апреля 1993)                   | Авода                      |
| Заместитель министра сельского хозяйства       | Валид Хадж Яхья                                      | Мерец                      |
| Заместитель министра обороны                   | Мордехай Гур (до 16 июля 1995)4                      | Авода                      |
| Заместитель министра образования и культуры    | Моше Майя (до 12 сентября 1993)                      | ШАС                        |
| Заместитель министра образования и культуры    | Миха Голдман                                         | Авода                      |
| Заместитель министра финансов                  | Рафаэль Пинхаси (до 31 декабря 1992)                 | ШАС                        |
| Заместитель министра иностранных дел           | Йоси Бейлин (до 17 июля 1995)                        | Авода                      |
| Заместитель министра иностранных дел           | Эли Даян (с 24 июля 1995)                            | Авода                      |
| Заместитель министра здравоохранения           | Ноаф Масальха                                        | Авода                      |
| Заместитель министра строительства             | Арье Гамлиэль (до 9 сентября 1993)                   | ШАС                        |
| Заместитель министра строительства             | Ран Коэн (до 31 декабря 1992)                        | Мерец                      |
| Заместитель министра строительства             | Эли Бен-Менахем (с 8 апреля 1993)                    | Авода                      |
| Заместитель министра строительства             | Алекс Гольдфарб (со 2 января 1995)                   | Йуд                        |
| Заместитель министра промышленности и торговли | Маша Любельски                                       | Авода                      |
| Заместитель министра по делам религий          | Рафаэль Пинхаси (31 декабря 1992 — 14 сентября 1993) | ШАС                        |

1Хотя Цур не был депутатом Кнессета в тот момент, он избирался ранее по списку Маарах, и являлся членом партии Авода.
2Когда в 1994 этот пост занял Рубинштейн, он назывался «Министр образования, культуры и спорта».
3Хотя Барак не был депутатом Кнессета в тот момент, он был избран в следующий состав Кнессета по списку Авода
4Умер, находясь в должности.